# Classe N (sous-marin américain)
Pour les autres classes de navires du même nom, voir Classe N.
Les sous-marins de la classe N représentent une classe de sept sous-marins de défense côtière construits pour la marine américaine pendant la Première Guerre mondiale.

## Description
Les navires sont construits par deux entreprises selon des spécifications légèrement différentes : les N-1, N-2 et N-3 sont conçus par Electric Boat Company de Groton dans le Connecticut et construits par Seattle Construction and Drydock Company de Seattle dans l'État de Washington ; les N-4, N-5, N-6, et N-7 sont conçus et construits par la Lake Torpedo Boat de Bridgeport, Connecticut. Les submersibles construits par Lake sont parfois considérés comme une classe distincte.
Cette classe était la première classe de sous-marins de la marine américaine équipée de passerelles de pont métalliques. Ceux-ci avaient été omis des classes précédentes pour augmenter la vitesse sous-marine. Ces classes utilisaient des ponts temporaires en tuyauterie et en toile pour des parcours de surface étendus ; ceux-ci s'avéreront insuffisants lors des patrouilles dans l'Atlantique Nord pendant la Première Guerre mondiale. Tous les sous-marins déployés à l'avant ont été équipés de passerelles de pont de type « blindé » en métal pendant la guerre. La nature des patrouilles côtières des petits sous-marins de la classe N est soulignée par leur absence de canon de pont.

## Navires de la classe
| Nom du navire et n° de coque | Constructeur                             | Pose de la quille | Lancement        | Commission        | Retrait du service | Sort           |
| ---------------------------- | ---------------------------------------- | ----------------- | ---------------- | ----------------- | ------------------ | -------------- |
| USS N-1 (SS-53)              | Seattle Construction and Drydock Company | 26 juillet 1915   | 30 décembre 1916 | 26 septembre 1917 | 30 avril 1926      | Démoli en 1931 |
| USS N-2 (SS-54)              | Seattle Construction and Drydock Company | 29 juillet 1915   | 16 janvier 1917  | 26 septembre 1917 | 30 avril 1926      | Démoli en 1931 |
| USS N-3 (SS-55)              | Seattle Construction and Drydock Company | 31 juillet 1915   | 21 février 1917  | 26 septembre 1917 | 30 avril 1926      | Démoli en 1931 |
| USS N-4 (SS-56)              | Lake Torpedo Boat Company                | 24 mars 1915      | 27 novembre 1916 | 15 juin 1918      | 22 avril 1922      | Démoli en 1922 |
| USS N-5 (SS-57)              | Lake Torpedo Boat Company                | 10 avril 1915     | 22 mars 1917     | 13 juin 1918      | 19 avril 1922      | Démoli en 1922 |
| USS N-6 (SS-58)              | Lake Torpedo Boat Company                | 15 avril 1915     | 21 avril 1917    | 9 juillet 1918    | 16 février 1922    | Démoli en 1922 |
| USS N-7 (SS-59)              | Lake Torpedo Boat Company                | 20 avril 1915     | 19 mai 1917      | 15 juin 1918      | 7 février 1922     | Démoli en 1922 |

## Service
Mis en service après l'entrée des États-Unis dans la Première Guerre mondiale, ils sont affectés au 1er district naval, opérant principalement à partir de la base navale sous-marine de New London avec certains navires opérant parfois à partir de New York, tous patrouillant le long de la côte de la Nouvelle-Angleterre.
En 1922, les navires de la Seattle Construction sont affectés à la Submarine School de New London, tandis que les navires construits par Lake (parfois appelés classe N-4) sont tous mis au rebut cette année-là, leurs moteurs ayant été retirés en 1921 pour rééquiper certains des submersibles de la classe L. Les navires de la Seattle Construction sont mis hors service en 1926 et mis au rebut en 1931 pour se conformer aux limites du traité naval de Londres.